# Cappella della Vergine in San Salvatore
La cappella della Vergine nella chiesa di San Salvatore a Brescia è una cappella situata nell'angolo nord ovest della chiesa, all'inizio della navata sinistra. Costruita probabilmente nel primo trentennio del XVI secolo, conserva alle pareti e sulle volte il ciclo delle Storie della Vergine e dell'infanzia di Cristo dipinto da Paolo da Caylina il Giovane tra il 1527 e il 1530. La cappella è oggi visitabile all'interno del percorso espositivo del museo di Santa Giulia.

## Storia
Non sono noti documenti che attestino la costruzione della cappella, che risulta pertanto difficile collocare cronologicamente. È molto probabile, però, che il cantiere debba collocarsi nel primo trentennio del XVI secolo, contemporaneamente ad altri, importanti lavori di rinnovo in tutto il monastero di Santa Giulia. In questo periodo vengono edificati il coro delle monache, poi completato dagli affreschi di Floriano Ferramola e Paolo da Caylina il Giovane, e il grande chiostro settentrionale, più una lunga serie di interventi, aggiunte e ricostruzioni più o meno marginali in tutto il complesso monasteriale.
L'apertura della cappella deve probabilmente collocarsi in questo clima di rinnovo, che ancora a lungo interesserà il monastero, e l'ipotesi può essere avvalorata se messa in contemporanea ai lavori che, sul lato opposto della chiesa e proprio negli anni Venti del XVI secolo, avevano portato al rimaneggiamento della cappella alla base del campanile, poi decorata, tra il 1526 e il 1527, dalle Storie di sant'Obizio del Romanino. In ogni caso, tra il 1527 e il 1530 si colloca la stesura degli affreschi nella cappella e, pertanto, entro queste date l'ambiente doveva essere necessariamente ultimato.
Appunto tra il 1527 e il 1530, ultimata la decorazione del coro delle monache, Paolo da Caylina il Giovane riceve l'incarico di affrescare anche la cappella con un ciclo decorativo raffigurante le storie della vita di Maria e dell'infanzia di Gesù.
La cappella assolve alle funzioni religiosi per i secoli successivi, fino alla soppressione del monastero nel 1797 e alla sua conversione a caserma, dopo la spoliazione di ogni bene. Non è nota la destinazione del piccolo ambiente nei decenni successivi, durante i quali subisce comunque un forte degrado a causa dell'incuria e dell'assenza di manutenzione.
Completamente restaurata nella seconda metà del Novecento, con l'apertura del museo di Santa Giulia alla fine del secolo viene inserita nel percorso espositivo, anche se ormai priva dell'originale arredo liturgico.

## Descrizione
La cappella, di pianta rettangolare, è suddivisa in due ambienti minori da un'arcata centrale, retta da pilastrini addossati ai muri laterali. Il vano a est, al quale si accede dalla chiesa di San Salvatore mediante un ingresso ad arco, è interpretabile come un'anti-cappella, mentre la cappella vera e propria doveva essere nel vano ovest. Inoltre i due ambienti, simili in pianta, sono trattati in modo differente nella copertura: l'anti-cappella è coperta da una volta a botte a lacunari, mentre il secondo ambiente è sovrastato da una volta a crociera.
La cappella, intitolata a Maria Vergine, doveva ospitare almeno un altare sulla parete di fondo, mentre l'anti-cappella presenta ancora, sulla parete opposta all'ingresso, una bassa nicchia dove si conservava probabilmente un'antica statua della Madonna, oggetto di venerazione.

### Gli affreschi del Caylina
Le Storie della Vergine e dell'infanzia di Cristo dipinte dal Caylina tra il 1527 e il 1530 ricoprono completamente le pareti della cappella e tutti gli spazi accessori, tra cui i pilastrini laterali, i sottarchi, le cornici e gli spazi di risulta attorno agli archi, e si presenta in buono stato di conservazione, nonostante diverse lacune e parti rovinate o graffiate.
L'intervento decorativo riguardò non solo l'interno della cappella, ma anche la parete esterna meridionale e la nuova controfacciata della chiesa, mutata dopo la costruzione del coro delle monache a ridosso della facciata originale. In quest'ultima parte, però, sono rintracciabili interventi anche di mani differenti da quella del Caylina.